# Benigne rekurrierende intrahepatische Cholestase
Die Benigne rekurrierende intrahepatische Cholestase (BRIC) ist eine sehr seltene cholestatische Erkrankung, die nach den Erstbeschreibern (1959) auch unter dem Namen Summerskill-Walshe-Tygstrup-Syndrom bekannt ist und meist erst im jugendlichen Alter diagnostiziert wird. Eine Arbeit von 1987 erwähnt weltweit erst 70 Fälle. Die Erkrankung äußert sich durch phasenweise Behinderungen des Gallenabflusses aus der Leber mit Gelbsucht, soll aber keine Zirrhose verursachen. Trotz der bislang fehlenden Heilungsmöglichkeiten ist die Langzeitprognose der Betroffenen deshalb gut.

## Ursache
Die Erkrankung ist automal rezessiv vererbt. Der zugrundeliegende Gen- bzw. Proteindefekt ist mittlerweile bekannt.

## Feststellung
Es fällt bei der Untersuchung eine Erhöhung der Gallensäuren im Blut auf. Erst spät steigt auch der Bilirubin-Wert auf bis zu 50 mg/dl an. Auch die Cholestase-Werte sind erhöht. Die Leberwerte (Transaminasen) sind normal oder nur leicht erhöht.

## Beschwerden
Es bestehen Störungen des Galleabflusses mit Juckreiz und Ikterus. Es kann zu Übelkeit, Erbrechen, Durchfall und Appetitlosigkeit kommen. Die Erkrankung verläuft in Schüben. Beschwerdefreie Zeiten von einigen Monaten bis zu Jahren kommen vor. Eine Schwangerschaft kann einen Schub auslösen.

## Therapie
Man kann die Beschwerden durch symptomatische Medikamente, etwa gegen Juckreiz oder Schmerzen, lindern. Eine heilende Behandlung ist bis heute nicht bekannt. Ursodeoxycholsäure kann die Erkrankungsphasen möglicherweise verkürzen.